# 3C 401
3C 401 — мощная радиогалактика, расположенная в созвездии Дракона. Находится вблизи центра богатого скопления галактик, в котором доминирует, являясь, таким образом, галактикой типа cD в своём скоплении. Обладает двойным ядром, что свидетельствует о её слиянии с другой галактикой.
3C 401 классифицируется как радиоисточник класса II по классификации Фанарова — Райли (FR II), но обладает характеристиками обоих типов источников. Радиоисточники типа FR II являются наиболее яркими на краях радиолопастей, а радиоисточники типа I являются наиболее яркими по направлению к центральной части. 3C 401 имеет горячие пятна на концах двух протяжённых радиолопастей, но также имеет яркий джет, как у источника типа FR I. Спектр данного джета является промежуточным между спектрами джетов обоих типов источников.